# San Bernardo (Chaco)
San Bernardo é uma cidade da Argentina, localizada na província de Chaco.